# RAM Records
RAM Records je nezávislá nahrávací společnost, kterou založil v roce 1992 Andy C a jeho přítel Ant Milese. Specializujících se na Drum and bass hudbu.
Firmu řídí Andy C a jeho obchodní partner Scott Bourn. Značka RAM je známá také díky nočním klubům. Mezi nejznámější noční kluby patří londýnský noční klub „The End“, kde působily dlouhých 11 let, a to až do uzavření klubu v prosinci 2008. V únoru 2009 se přesunuli do superklubu Matter, kde se během dvou měsíců ztrojnásobil počet lidí z 1 000 na více než 3 000 lidí a to trvalo až do Matterova uzavření v červnu 2010. RAMovým novým domovem je noční klub Fabric ve Farringdon v Londýně.

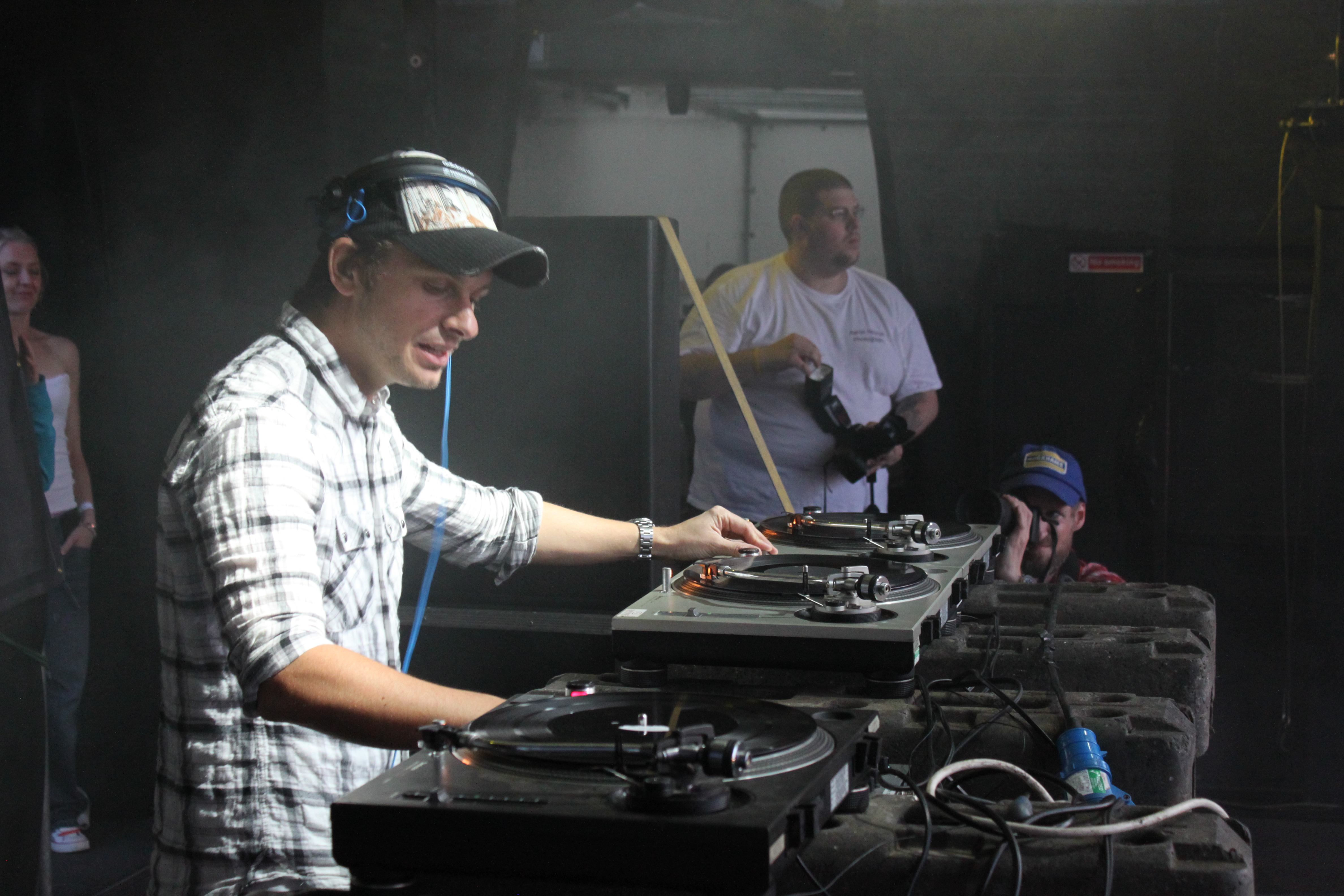
Andy C ředitel společnosti

## Aktuální seznam umělců, kteří spolupracující s RAM
- Andy C
- Ant Miles
- Audio
- Bad Company UK
- Bensley
- Calyx and TeeBee
- Camo & Krooked
- Chase & Status
- Chords
- Culture Shock
- DC Breaks
- Delta Heavy
- Frankee
- Hamilton
- Killbox (Audio and Ed Rush)
- Legion & Logam
- Loadstar (Xample and Lomax)
- Mind Vortex
- Moving Fusion
- Raiser
- René LaVice
- Shimon
- Skantia
- Sound in Noise
- Stealth
- Sub Focus
- Wilkinson